# Chiesa di San Gregorio di Nissa (Trebisonda)
La Chiesa di San Gregorio di Nissa (in greco Εκκλησία Αγίου Γρηγορίου Νύσσης?) era una chiesa e un monastero di Trebisonda. Si ritiene che la chiesa sia stata costruita intorno al 1280-1297 dalla moglie di Giovanni III, imperatore di Trebisonda. Dopo il 1665, San Gregorio divenne la cattedrale della città di Trebisonda. La chiesa è dedicata a San Gregorio di Nissa (330-395 circa), vescovo e santo cristiano. Nissa (l'attuale Nevşehir) è una città situata in Cappadocia. Il viaggiatore georgiano Timoteo Gabashvili visitò la chiesa alla fine del 1750 e incluse questo evento nei suoi scritti. Nel 1863, il metropolita Costanzo di Trebisonda ricostruì la chiesa.
Nel 1930 la chiesa fu fatta esplodere per far posto al Club cittadino.